# Rabov
Rabov (deutsch Rappauf) ist eine Wüstung auf dem Kataster des Ortsteiles Pleš von Bělá nad Radbuzou im westböhmischen Okres Domažlice in Tschechien.

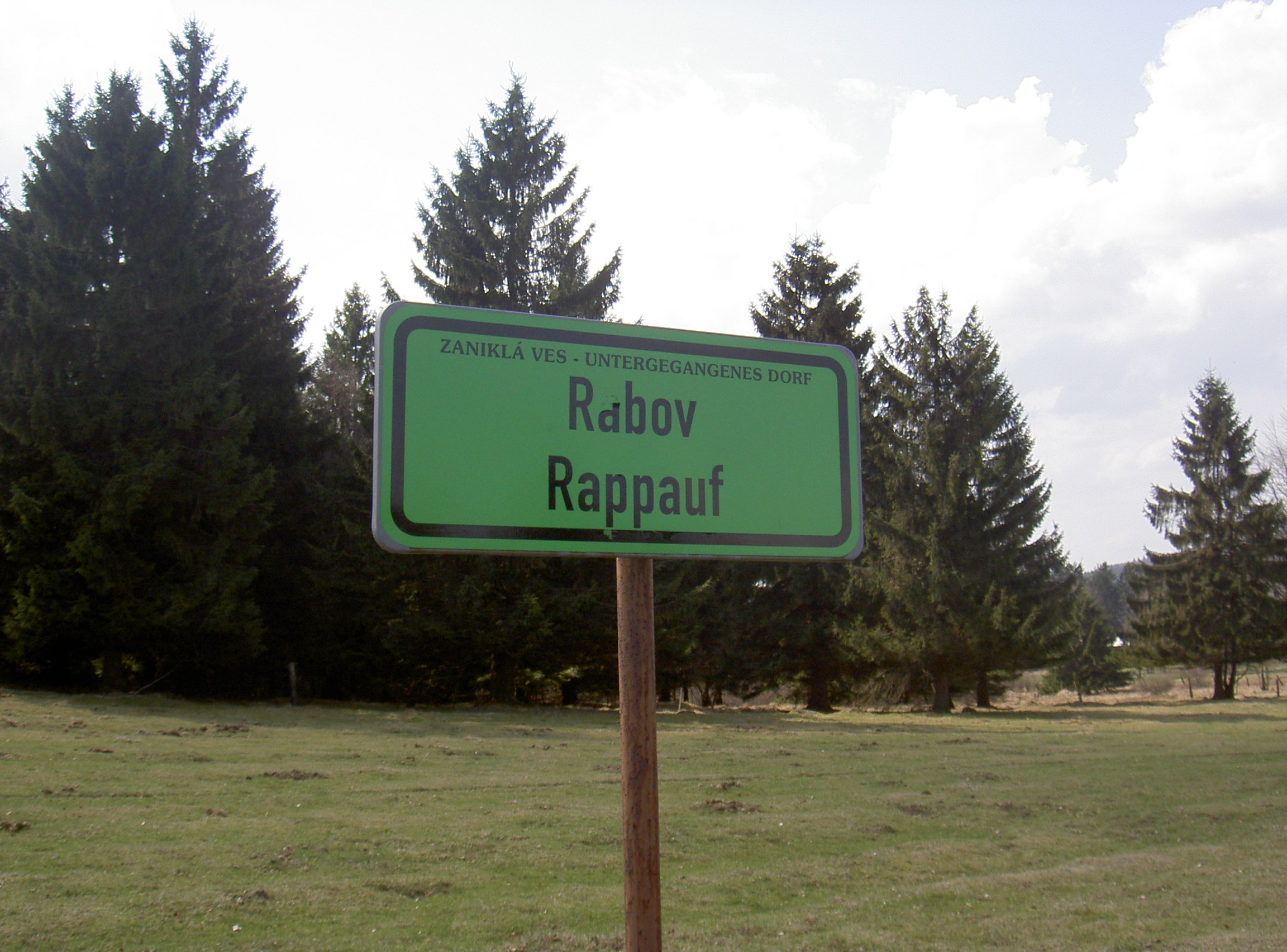
Rappauf

## Geografie
Der Weiler Rabov lag am Verbindungsweg von Pleš nach Václav. Heute (2013) befinden sich hier Viehweiden und eine Gedenktafel erinnert an diese untergegangene Siedlung.

## Geschichte
Rappauf wurde in alter Zeit auch "Auf der Hütten" genannt. Hier stand die schon im 16. Jahrhundert in einer Beschwerdeschrift der Choden erwähnte Plößer Hütte, wo Glasperlen für Rosenkränze, Stickperlen und Wickelperlen erzeugt wurden.
Zu diesen Glasperlen sagte man auch Paternosterperlen oder kurz Paterln. Danach wurde die Plößer Hütte auch Paterlhütte genannt.
Im 18. Jahrhundert wurde die Plößer Hütte im Herrschaftsinventar von Heiligenkreuz aufgeführt und Georg Wolfgang Schmaus aus Pullenried als ihr Verwalter genannt.
1913 werden 5 Häuser in Rappauf erwähnt.
1945 gab es in Rappauf 16 Häuser und es werden 17 Einwohner namentlich genannt.